# Камунская роза

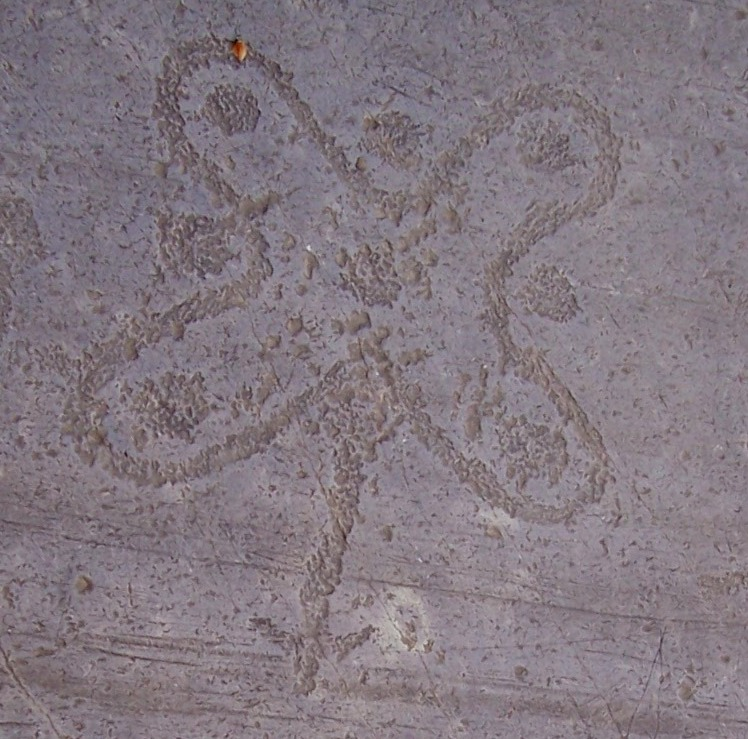
Камунская роза

Камунская роза (итал. Rosa camuna) — один из известнейших петроглифов Валь-Камоники, берущий начало с железного века, когда в долине Камоника жили камуны. Представляет собой замкнутую меандрическую линию, извивающуюся между девятью точками (итал. copelle).
Камунская роза встречается 92 раза из примерно 300 тысяч петроглифов Валь-Камоники преимущественно в трёх формах: фигуры из четырёх лепестков, свастики и асимметричной свастики. Возможно, иконография символа эволюционировала со временем.

Флаг Ломбардии

Существует множество предположений насчёт значения камунской розы. Итальянский археолог Эммануэль Анати считает, что она могла символизировать сложную религиозную концепцию и, возможно, являлась солнечным символом. Самые древние изображения камунской розы относятся к бронзовому веку (1200 до н. э.) в районе современных сёл Паспардо, Селлеро, Дарфо-Боарио-Терме и Надро.
«Камунская роза» — это современное название, которое данный символ получил из-за сходства с цветком (хотя гораздо больше сходства он имеет не с розой, а с рутой, которой во многих культурах приписывались магические свойства). Неизвестно, как он назывался в древние времена. Стилизованная камунская роза стала символом Ломбардии и изображена на флаге региона. Эта стилизация была выполнена графиком Пино Товалья (Pino Tovaglia) в 1974 году. В 1996 году в Ломбардии была учреждена ежегодная премия «Камунская роза», вручаемая женщинам, внёсшим большой вклад социальную, экономическую и культурную жизнь региона.